# Valles Marineris
Valles Marineris (del latín Valles Marineris, que significa Valle del Marinero) es el nombre de un gigantesco sistema de cañones que recorre el ecuador del planeta Marte justo al este de la región de Tharsis. Su nombre es un homenaje a la sonda de la NASA Mariner 9, que descubrió este importante rasgo de la superficie marciana en su vuelo orbital de 1971-1972. Sus dimensiones son colosales siendo de 4500 km de longitud, 200 km de anchura y 11 km de profundidad máxima, llegando a cubrir un cuarto de la circunferencia ecuatorial del planeta. 
Es, en comparación, diez veces más largo, siete veces más ancho y siete veces más profundo que el Gran Cañón de Arizona, y abarca un poco más de lo que es el territorio de los 48 estados contiguos de Estados Unidos de costa a costa, lo cual lo convierte en la hendidura más grande de todas las conocidas en el sistema solar.
El sistema de cañones de Valles Marineris comienza en la región denominada Noctis Labyrinthus, dando paso hacia el Este a las zonas nombradas como Tithonium Chasma, Ius Chasma, Melas Chasma, Candor Chasma, Ophir Chasma, Coprates Chasma, Hebes Chasma, Ganges Chasma y Eos Chasma, para finalizar desembocando a través de canales de desagüe, excavados en un terreno caótico, en las llanuras del hemisferio norte. Muchos especialistas opinan que Valles Marineris es una gigantesca falla tectónica en la superficie marciana, formada durante el proceso de enfriamiento del planeta, afectada por la elevación de la corteza que supuso el surgimiento del abultamiento de Tharsis al oeste, y aumentada por los procesos erosivos. Sin embargo, cerca de los bordes orientales del cañón se aprecian varios canales que pudieron haber sido originados por cursos de agua o dióxido de carbono.

## Origen
Han existido varias teorías diferentes sobre el origen de Valles Marineris que han cambiado con el paso del tiempo. Antes de la exploración de la sonda espacial Viking o de los telescopios actuales de gran alcance, la idea de partida era que se trataba de canales (entendidos como obras de ingeniería artificiales), excavados por formas de vida inteligentes para tratar de salvar su desértico y moribundo planeta, si bien el principal obstáculo que encuentra esta idea es que, hasta la fecha, no se han encontrado evidencias de vida en Marte. 
Desde 1970 se han señalado otras causas para el origen de esta estructura, gracias a los avances exploratorios logrados mediante el uso de sondas y de telescopios cada vez más sofisticados, y que han permitido abandonar la interpretación de estas estructuras como obras artificiales, evidenciando ser en verdad accidentes geográficos. El origen del sistema de cañones de Valles Marineris ha de buscarse por tanto en causas naturales, siendo las primeras en ser señaladas la acción erosiva del agua líquida o la actividad termokárstica, que consiste en la fusión del permafrost que pudiera existir bajo el suelo marciano, al igual que sucede en las regiones de clima glacial de la Tierra. En Marte la actividad termokárstica sería un fenómeno más probable que la erosión por agua fluyente, cuya presencia actual en el planeta se vería impedida tanto por la baja presión atmosférica existente, que es tan solo un 0,05 % de la terrestre, como por el bajo rango de temperaturas reinantes en la superficie (entre –36 y –125 °C), situado por debajo del punto triple del agua.
Entre otras hipótesis para su origen destacan la propuesta por McCauley en 1972, quien sugería que el cañón se formó por la retirada del magma existente bajo la superficie, o la de Tanaka y Golombek, quienes en 1989 ya apuntaban a una posible fractura por tensiones en la corteza como causa principal. En la actualidad, la teoría más aceptada es la que expone que Valles Marineris es en verdad una falla tectónica, similar a la del Gran Valle del Rift de la Tierra, y posteriormente agrandada por la erosión y los derrumbes sucesivos de los muros de falla. Una prueba de esta erosión, propuesta por Nick Hoffman, quedaría evidenciada por la descompresión del importante acuífero de dióxido de carbono de Noctis Labyrinthus, donde se halla acumulado en estado sólido y que tras pasar a un estado fluido, puede viajar a gran velocidad a través de la delgada atmósfera de Marte.
La interpretación de Valles Marineris como un gran valle de falla permitiría vincular su origen con el del vecino abultamiento de Tharsis, formado desde el Noeico hasta el Hespérico tardío.

## Regiones de Valles Marineris

### Noctis Labyrinthus

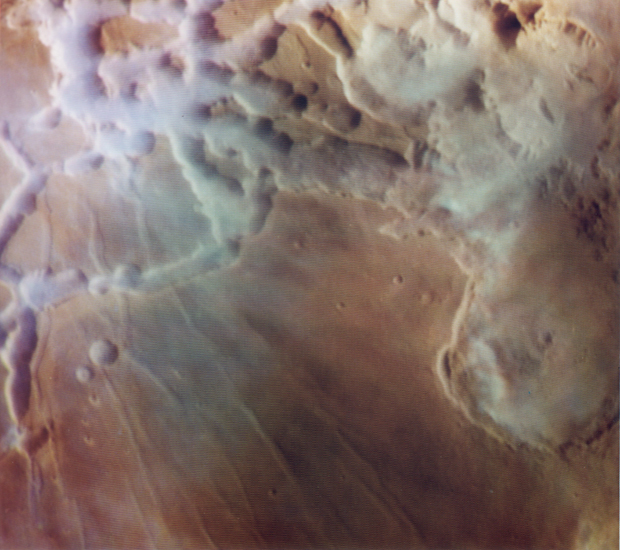
Detalle de Noctis Labyrinthus

La región ubicada en el borde occidental del sistema de fallas de Valles Marineris, al norte de Syria Planum, y al este de Pavonis Mons (uno de los tres grandes volcanes de Tharsis) recibe el nombre de Noctis Labyrinthus. Es un terreno caótico y revuelto, compuesto por grandes bloques de terreno fuertemente fracturados. Contiene asimismo cañones que discurren en diferentes direcciones, rodeando grandes bloques de terreno antiguo. La mayoría de las cimas de estos bloques está compuesta de material joven fracturado, cuyo origen parece ser volcánico, asociado con el cercano abultamiento de Tharsis. Las otras cimas están compuestas por materiales fracturados más antiguos, con un posible origen volcánico, siendo más accidentados y presentando más cráteres de impacto que los materiales más jóvenes. Los lados de estos bloques están compuestos de material indiferenciado que pudiera ser roca base.
El espacio entre los distintos bloques está compuesto tanto por material superficial liso como quebrado. Este último es el característico de la zona oriental de Noctis Labyrinthus, siendo posiblemente escombros de los muros, o bien de origen eólico en el que los materiales son arrastrados hasta cubrir una topografía anfractuosa y típica de corrimientos de tierra. El material liso superficial puede tener un origen sedimentario, siendo materiales depositados por la acción fluvial o eólica sobre antiguos terrenos caóticos y quebrados.
Los terrenos como Noctis Labyrinthus son hallados frecuentemente en las cabeceras de canales de desagüe, como el explorado por la misión Mars Pathfinder y su vehículo Sojourner. Son interpretados como lugares con tendencia de desprendimiento de materiales, asociados 
con el derrumbe de materiales y fluidos ocurridos en catastróficos episodios de avalanchas. Los materiales fluidos pueden ser tanto dióxido de carbono, helado o en forma de gas, como agua líquida o hielo de agua, siendo esta última la que hace concebir mayores esperanzas, en cuanto haría más factible la exploración humana del planeta, si bien autores como Hoffman señalan que el agente más probable de estos derrumbes sea el dióxido de carbono.

### Oudemans Crater
Entre Noctis Labyrinthus y el propio Valles Marineris se encuentra Oudemans Crater, ligeramente desplazado hacia el sur. Este cráter pudo haber sido el desencadenante de algunos rasgos peculiares de Valles Marineris, debido a que el impacto que lo originó pudo haber fundido el permafrost de dióxido de carbono. Esto habría licuado el dióxido de carbono, permitiendo una mayor descompresión del hielo carbónico, que habría fluido de forma catastrófica desde Noctis Labyrinthus hacia las planicies septentrionales a través de Valles Marineris. 
Oudemans es un cráter complejo, con un pico central característico del "rebote" del material fundido tras el impacto, con evidencias de brecha en el propio cráter y eyectadas hasta una distancia de 13 km desde el punto central del impacto. Al norte de Oudemans, ya dentro de Valles Marineris, existe un gran área cuyo suelo presenta amplios surcos, interpretados como depósitos aluviales formados por materiales arrastrados por el dióxido de carbono helado o fluido procedente del cráter. También existen pequeñas colinas cónicas, interpretadas como pequeños volcanes de escudo, y que ocupan los dos tercios de la zona septentrional de Oudemans; el otro tercio lo ocupan superficialmente materiales lisos o quebrados.

### Ius y Tithonium Chasmata
Ubicados al este desde Oudemans se encuentran, dispuestos en forma paralela, Tithonium Chasma al norte y Ius Chasma al sur, el cual desemboca en Melas Chasma. Ius es el más ancho de los dos, con una cresta central denominada Geryon Montes, algo desplazada hacia el sur respecto al punto central del chasma, y compuesta por la roca base. El suelo de Ius Chasma está compuesto principalmente por material desmoronado que forma acumulaciones de sedimentos blanquecinos, producto de la erosión o del material expelido de los cráteres de impacto. La pared meridional de Ius (también en menor grado la septentrional) posee numerosos valles cortos estrechándose hacia el sur, cuyos bordes poseen forma de anfiteatro natural que muestran algunas estructuras similares a las zanjas existentes en la meseta del Colorado cercanas al Gran Cañón y que surgen por la erosión del agua corriente. El inicio de los valles tiene forma de U, debido a las zanjas excavadas por la acción del agua, lo que provoca la expansión de los valles por la continua erosión y el paulatino derrumbe de las paredes.
Tithonium Chasma es muy similar a Ius, excepto en la ausencia de estructuras similares a zanjas presentes en el sur, y contiene una pequeña porción de suelo con características muy similares a las que presenta el suelo liso, excepto en que parecen ser derrumbes de cenizas que han sido erosionados por los vientos, formando estructuras eólicas. Entre ambos cañones, la superficie está compuesta por material joven fracturado procedente de coladas de lava y fallas de extensión de la corteza del abultamiento de Tharsis.

### Melas, Candor y Ophir Chasmata
La siguiente porción de Valles Marineris hacia el este está compuesta por tres chasmas, que son Melas, Candor y Ophir Chasmata, dispuestos en este sentido desde el sur hacia el norte. Melas está al este de Ius, Candor al este de Tithonium y Ophir se muestra como un óvalo que discurre dentro de Candor, estando los tres chasmas conectados entre sí. El suelo de Melas Chasma está compuesto en un 70 % por material masivo joven, probablemente cenizas volcánicas arrastradas y depositadas por los vientos marcianos, dando lugar a estructuras eólicas. Este suelo también contiene materiales ásperos cuyo origen radica en la erosión de las laderas del cañón. Asimismo, en todos estos chasmata centrales existe una zona del suelo que es más elevada que el resto del mismo, probablemente debido a la caída y acumulación del material del suelo. 
Alrededor de los bordes de Melas existe una gran cantidad de material deslizado, como puede apreciarse también en Ius y Tithonium. Esta es también la parte más profunda del sistema de Valles Marineris, con once kilómetros de profundidad respecto a la superficie circundante, y con un gradiente de 0,03 grados desde el punto más bajo hacia la planicie septentrional, a través de los canales de desagüe. Si el agua se acumulase en este punto, se formaría un lago de un kilómetro de profundidad antes de que el agua fluyera hacia las llanuras del norte. 
En el suelo del cañón situado entre Candor y Melas Chasmata existe un material acanalado que se interpreta como depósitos aluviales o materiales derrumbados o contraídos por la retirada del hielo de agua. Existen también zonas del suelo diferenciadas en materiales jóvenes y más antiguos, de origen probablemente volcánico, y separadas en edad por la propia distribución del cráter. También aparece material masivo excavado por el agua, similar a los materiales masivos tanto jóvenes como antiguos, con la salvedad de que muestra características erosivas originadas por los vientos. Existen también varias espirales formadas por material agrupado, que parece proceder de las paredes del cañón.
Melas Chasma es el objetivo de aterrizaje del proyecto Melas de la agencia espacial japonesa.

### Coprates Chasma
El sistema de Valles Marineris continúa hacia el este discurriendo por Coprates Chasma, muy similar a Ius y a Tithonium Chasmata, mostrando capas de materiales depositados, mucho más definidos que en Ius, aunque se diferencia de Ius en que su extremo oriental contiene depósitos aluviales y materiales de origen eólico. Estos depósitos pueden datar el sistema de Valles Marineris, sugiriendo la erosión y los procesos sedimentarios como causas que pudieron agrandar el sistema del cañón.
La nueva información proporcionada por la Mars Global Surveyor sugiere que el origen de estas capas de sedimentos puede estar en una sucesión de los derrumbes, unos sobre otros, o bien en un fenómeno volcánico en origen. Incluso se ha sugerido que pudiera ser el fondo de cuenca hidrológica que recibiera el agua o el hielo de los cañones periféricos de Valles Marineris, formando posteriormente lagos aislados por los sucesivos derrumbes debidos a la erosión. 
Otra posible fuente de los depósitos acumulados podría ser la sedimentación eólica, si bien la diversidad de las capas sugiere que este material no sea el predominante. También se observa que únicamente las capas superiores son finas, mientras que las capas inferiores poseen un mayor espesor, lo cual parece indicar que las inferiores están compuestas por roca disgregada, mientras que las capas superiores tendrían otro origen distinto. 
Algunas de estas capas pudieron haber sido depositadas sobre el suelo a causa de derrumbes, tras los cuales las capas se mantendrían aún semi-intactas. La sección de estos acúmulos aparecería fuertemente deformada, con gruesas y delgadas capas que muestran múltiples dobleces, según lo apreciado en las imágenes disponibles. La complejidad de este terreno, que podría ser también una capa de sedimentos depositada sobre un antiguo lecho lacustre, deriva en gran parte de la escasa información que se tiene del mismo, procedente de vistas aéreas obtenidas por satélite, e interpretadas como un mapa geológico cuando no hay suficientes datos de la elevación para ver si estas capas son horizontales. 

### Eos y Ganges Chasmata
Al este de Coprates Chasma se localizan Eos y Ganges Chasmata. El terreno occidental de Eos Chasma está compuesto principalmente por un material macizo tallado por el agua, formado tanto por depósitos volcánicos como eólicos y posteriormente erosionados por los vientos marcianos. La zona oriental de Eos posee un gran área de barras hidrodinámicas y estrías longitudinales, la cual es interpretado como una meseta excavada por arroyos, formada por acumulaciones de materiales transportados y depositados por un medio fluido. En cuanto a Ganges Chasma, es un chasma ramificado de Eos, con un curso generalmente este-oeste. Su suelo está compuesto en su mayoría por depósitos aluviales de material derrumbado, procedente de los muros del cañón.
De acuerdo con los análisis efectuados por Vicky Hamilton, de la Universidad de Hawái, Eos Chasma podría ser el lugar de procedencia del meteorito ALH84001, el cual según algunos investigadores podría mostrar evidencias de vida pretérita en Marte.

### Hebes Chasma
Situado justo al norte del cañón. Se encuentra a 1 grado de latitud sur y 76 grados de longitud oeste, justo entre la línea ecuatorial marciana y el sistema de Valles Marineris, justo al este de la región de Tharsis.

### Salida a Chryse
El sistema de Valles Marineris finaliza al este de Eos y Ganges, desembocando en la región de Chryse, situada en las llanuras septentrionales del planeta, con una elevación en la salida de solo un kilómetro por encima del punto más bajo de Valles Marineris, situado en Melas Chasma. Esta zona de salida del cañón es muy similar al terreno observado por la misión Mars Pathfinder, siendo asimismo parecida con la región existente en la zona oriental del estado de Washington, donde se aprecian grandes canales excavados en el terreno debido a la fusión de la presa de hielo que embalsaba el antiguo lago Missoula en el Pleistoceno final. La fusión del muro de hielo provocó una gigantesca inundación que originó estructuras en forma de gigantescos arañazos sobre el terreno, arrancando la vegetación y la capa superficial del suelo, y dejando tras de sí las características islas en forma de lágrima, surcos longitudinales y márgenes aterrazados. Ciertas estructuras de este tipo pueden apreciarse en los canales de desagüe de Valles Marineris, lo cual indicaría un origen similar, producido por una masiva inundación.